# Boudewijn Zenden
Boudewijn Zenden (Maastricht, 15 de agosto de 1976) es un exfutbolista neerlandés. Fue el asistente técnico de Rafael Benítez en el Chelsea FC durante la temporada 2012-13, pero actualmente es el asistente de Darije Kalezić en el Jong PSV de la Eerste Divisie.

## Trayectoria

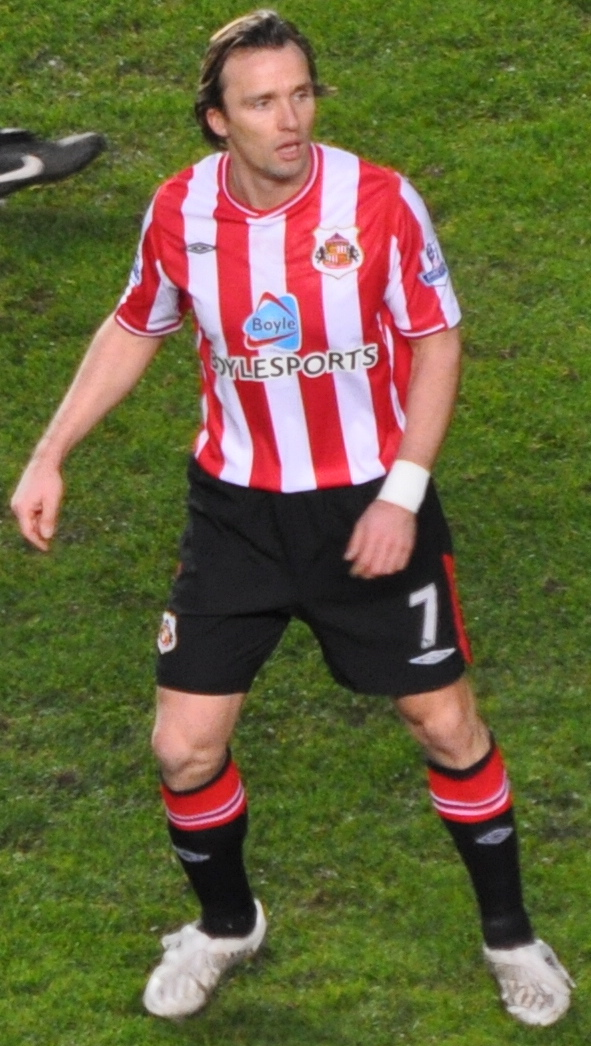
Zenden con el Sunderland.

Es un centrocampista zurdo bastante hábil tanto por derecha como por izquierda. Sus centros son casi siempre letales. Debido a eso en el Camp Nou lo apodaron como "Zentren". Su carrera profesional la empezó en el PSV Eindhoven, donde ganó una Copa de los Países Bajos, en 1996, y posteriormente, en 1997, la Eredivisie. 
Del conjunto neerlandés, pasó al FC Barcelona, en 1998, y fue jugador decisivo en la temporada 1998-1999, haciéndose con el título de Liga. Permaneció hasta el año 2001, año en que fue traspasado al Chelsea FC, de Inglaterra. Con el equipo inglés no tuvo mayores alegrías, ya que fue la decepción de los hinchas londinenses. Luego fue cedido al Middlesbrough FC, donde ganó la Copa de la Liga inglesa, en 2004, y se ganó el apoyo de los hinchas del "Boro".
En 2005 fue contratado por el Liverpool FC, ese mismo año ganó la Supercopa de Europa, la Copa de Inglaterra y la Community Shield. Posteriormente, no tuvo mayor continuidad en el equipo por lesión a la rodilla. En 2007 firmó por el Olympique de Marsella, club al cual se compromete por dos temporadas. Luego jugaría con el Sunderland de la FA Premier League, debutando en partido oficial contra el Liverpool.
Como curiosidad, señalar que es el cuñado de John Heitinga, exdefensa central y ex seleccionado por los Países Bajos. En noviembre de 2012 es confirmado en una rueda de prensa como nuevo asistente técnico de Rafael Benítez en el Chelsea FC.

## Selección nacional
Con la selección de los Países Bajos debutó en 1997, con un triunfo sobre la escuadra de San Marino, por 6:0. Estuvo en el Mundial de Francia en 1998, en donde anotó para la derrota de su selección por el tercer y cuarto lugar, ante la Croacia de Davor Šuker. En la Eurocopa 2000 llegó a las semifinales. Y en 2004 jugó ante Alemania, en el partido inaugural de la Eurocopa 2004 disputada en Portugal.
Ante Liechtenstein disputó su partido 54, en los cuales marcó siete goles.

## Clubes
- PSV Eindhoven (1993-1998)
- FC Barcelona (1998-2001)
- Chelsea FC (2001-2003)
- Middlesbrough FC (2003-2005)
- Liverpool FC (2005-2007)
- Olympique de Marseille (2007-2009)
- Sunderland (2009-2011)

## Palmarés
- Con PSV Eindhoven: 1 Copa de los Países Bajos (1996); 1 Eredivisie (1997).
- Con FC Barcelona: 1 Liga española (1999)
- Con Middlesbrough FC: 1 Copa de la Liga de Inglaterra (2004)
- Con Liverpool FC: 1 Supercopa de Europa (2005); 1 Copa de Inglaterra (2006); 1 Supercopa inglesa (2006).

### Distinciones individuales
| Distinción                          | Año  |
| ----------------------------------- | ---- |
| Talento del año en los Países Bajos | 1997 |

- Datos: Q271615
- Multimedia: Boudewijn Zenden / Q271615